# 王靖卓
王靖卓（1999年7月12日—），中国女子游泳运动员，2017年世界游泳锦标赛女子4×200米自由泳接力银牌得主、2018年亚洲运动会女子4×100米自由泳接力银牌得主、2018年世界短池游泳锦标赛女子4×100米自由泳接力铜牌得主。